# アトラスシー
株式会社アトラスシーは、東京都新宿区西新宿に本社を置き、鉄道や通信の分野でシステム開発などを行う、情報通信サービス会社でシステムインテグレーター（独立系）。2012年7月1日に、株式会社日本トラフィックコンピューターセンターと株式会社ニューメディア総研との合併により設立された。

## 概要
公共分野のITソリューション事業を行う。

### 事業概要
「鉄道システム」、「ビジネスシステム」、「ITソリューション」、「IT技術者サービス」など、公共性の高いシステムを扱っている。
1. コンピュータシステム及びソフトウェアの企画、開発、販売、賃貸、保守、管理、運用に関する事業
2. コンピュータ及び通信機器並びにそれらの周辺機器の販売、賃貸及び保守事業
3. クラウド対応
4. コンピュータシステム設備の工事及びこれに付帯する工事の請負事業
5. 情報処理及び情報提供サービス事業
6. 情報システム全般（前各号）に関連するコンサルティング及び技術指導並びに養成事業
7. CATVシステムの番組の制作、販売及び同システムを利用した映像配信に係わる事業
8. 労働者派遣事業

### 企業理念
1. チェンジ アンド チャレンジ (C&C)
2. 人間愛
3. 伝統の技と心を大切に

## 沿革
- 2012年(平成24年)7月1日 - 設立
- 中期経営計画「Act Ist 2014」策定 (非公開)

## 不祥事

### 従業員の女性SEの過労死
2012年10月11日、福岡地裁は、福岡事業所に勤務していたシステムエンジニアの女性（当時31歳）が急死したのは過酷な労働が原因として、両親が同社に対し慰謝料など計約8200万円の損害賠償を求めた訴訟で、「死亡と会社の業務との間には因果関係がある」として、同社に計約6800万円の支払いを命じた。
控訴審は2013年7月4日、福岡高裁で和解が成立。両親の弁護人によると、過重業務で急死した責任を会社が認め、社員の健康管理体制の充実など再発防止策をとる内容という。